# WR 104
A WR 104 egy Wolf–Rayet típusú csillag, amit 1998-ban fedeztek fel. Körülbelül 8000 fényévnyire van Földünktől a Nyilas csillagképben. OB osztályú kettős rendszert alkot egy másik, nála kisebb és fiatalabb csillaggal.
Keringési ideje 220 nap. A másik csillaggal való kölcsönhatása miatt a két égitest csillagszele és gáza spirális formát alkot.  Eme felhő hússzor nagyobb Naprendszerünknél.
A becslések szerint a WR 104 pár 100.000 éven belül szupernóvaként felrobban.
Néhány optikai mérés szerint a WR 104 forgási tengelye 16°-os szögben fordul a Föld felé. Ennek azért van jelentősége, mert ha a szupernóva robbanást gamma-kitörés is kíséri, akkor pont a Földre irányul a hatalmas gamma-sugárzás, ami az ózonréteg nagy részét elpusztítaná, tömeges kihalásokra kerülne sor. Ezért bulvároldalak „halálcsillag”-nak is nevezik.
Az újabb adatok szerint 30-40°-os a WR 104 tengelye, ami kizárja ennek a lehetőségét.
A gamma-kitörésben fontos szerepet játszik a csillag gyors forgása. Egyes kutatók szerint a WR 104 kellően lelassult ahhoz, hogy csak szupernóvaként robbanjon fel. A lassulás egyik oka a csillagszél, mert a csillag sok gázt és port veszít így. Ha csökken a tömege, akkor a forgása lelassul. A másik ok a fémesség. A csillagok nagyrészt hidrogénből (H) és héliumból (He) állnak, ahogy a mi Napunk is. Viszont amikor egy csillag felrobban, több nehezebb elem keletkezik: szén (C), nitrogén (N), oxigén (O). Ezek az anyagok beépülnek és felépítik az újabb égitestet. Ezt a jelenséget hívjuk a csillagászatban fémességnek.

## Adatok
| Meghatározás            | Adat                 |
| ----------------------- | -------------------- |
| Csillagkép              | Nyilas               |
| Hosszúsági koordináta   | 18h 02m 04.07s       |
| Szélességi koordináta   | -23° 37′ 41.2″       |
| Magnitúdó (látszólagos) | 13.54                |
| Magnitúdó (abszolút)    | -5.4                 |
| Fényesség               | 150 000 Napfényesség |
| Színképtípus            | WCv+                 |
| Távolság a Földtől      | 8000 fényév          |
| Tömeg                   | 25 Naptömeg          |
| Sugara                  | 10 Napsugár          |